# William Niven
William Niven, né le 2 octobre 1850 et mort le 2 juin 1937, est un minéralogiste et archéologue célèbre pour sa découverte des minéraux yttrialite, thorogummite, aguilarite et nivenite, ainsi qu'un ensemble de tablettes.

## Biographie

### Famille
William Niven est le deuxième fils de William Niven et de Sarah Brown. Le 22 août 1865, le père de William, conducteur de locomotive, meurt d'un accident ferroviaire à Lockerbie, dans le Dumfriesshire. Originaire d'Écosse, Niven est arrive aux États-Unis en 1879, où il s'implique fortement dans la minéralogie et l'exploitation minière. En 1886, William épouse Nellie B Purcell et a 8 enfants (William Albert, Norman Sumner, Kingsley Burns, Harold Andrew, Elna Blanche, Francis Joseph, Malcolm et Robert Nelson).
La première contribution majeure de Niven à la minéralogie a eu lieu en 1889 alors qu'il participait à une expédition dans le comté de Llano, au Texas, pour le compte de Thomas Edison. Niven recherchait le minéral gadolinite, utilisé comme filament pour les lampadaires. C'est lors de cette expédition qu'il découvrit trois nouveaux minéraux, l'yttrialite, la thorogummite et la nivenite.
Dans les années 1890, Niven découvre l'aguilarite lors d'un voyage d'exploration au Mexique. Il a découvre également de nouveaux gisements de minéraux rares à New York et au New Jersey.
Au Mexique, Niven prend goût pour l'archéologie. Il commence ses travaux archéologiques à Guerrero, où, entre autres travaux, il a achète la première figurine de style Xochipala redécouverte. Cependant, en raison de la révolution mexicaine, il est contraint de déménager dans la vallée de Mexico.

### Les «Tablettes de Niven»
En 1921, Niven découvre la première d'une centaine de tablettes d'andésite lors d'une fouille à San Miguel Amantla, Azcapotzalco, qui était une importante cité-état conquise par l'Empire aztèque en 1431. La zone fait désormais partie du nord-ouest de Mexico. Les glyphes indéchiffrables sur ces tablettes ont fait l'objet de nombreuses spéculations au cours des dernières années de sa vie. Ludovic Mann pense qu'elles sont associées aux pétroglyphes scandinaves tandis que James Churchward les associe au continent du Mu.
James Churchward a proposé une interprétation des tablettes qui a suscité moins de confiance en leur authenticité. Churchward était l'un des principaux partisans des théories concernant les continents perdus, en particulier le continent de Mu. Il croyait qu’au début de l’histoire du monde, il existait un continent appelé Mu. Cette civilisation, selon Churchward et bien d’autres, était très avancée technologiquement mais a été détruite à cause d’ une catastrophe naturelle. Après avoir visionné les tablettes de Niven, Churchward croyait fermement qu'il existait un groupe de personnes qui avaient échappé à la destruction et avaient migré vers d'autres parties du monde, diffusant leur culture et leur système de croyance. Il croyait que les symboles et les inscriptions trouvés sur les tablettes avaient leurs racines dans l'ancienne culture de Mu. Cela a renforcé les spéculations selon lesquelles les comprimés étaient un canular. L'historien Ronald H. Fritze a noté que les archéologues ont rejeté les idées pseudohistoriques de Churchward et que les tablettes de Niven étaient un « canular grossier bien que volumineux ».

## Famille
William Niven est né le 6 octobre 1850 à Bellshill, Lanarkshire, en Écosse, de William Niven et Sarah Brown. Il est le deuxième d'une famille de huit enfants. Le 22 août 1865, le père de William, conducteur de locomotive, meurt d'un accident ferroviaire à Lockerbie, dans le Dumfriesshire. En 1886, William épouse Nellie B Purcell et a 8 enfants (William Albert, Norman Sumner, Kingsley Burns, Harold Andrew, Elna Blanche, Francis Joseph, Malcolm et Robert Nelson). Un fils d'Elna, Roland H Harrison, a co-écrit le livre "Buried Cities, Forgotten Gods". Il s'agit d'un excellent compte rendu de la vie et de l'œuvre de William Niven.

## Dans la fiction
Niven est à la base du personnage de William Givens dans la nouvelle Maria Concepcion de Katherine Anne Porter.